# Robert König
Pour les articles homonymes, voir König.
Robert Johann Maria König (1885-1979) est un mathématicien autrichien.

## Formation et carrière
Il étudie à partir de 1903 à 1907 à l'université de Vienne et à l'université de Göttingen, où il reçoit son doctorat sous la direction de David Hilbert avec une thèse intitulée Oszillationseigenschaften der Eigenfunktionen der Integralgleichung mit definitem Kern und das Jacobische Kriterium der Variationsrechnung. En 1911, il obtient son habilitation à diriger des recherches à l'Université de Leipzig avec la thèse Konforme Abbildung der Oberfläche einer räumlichen Ecke.
Il travaille ensuite à Leipzig en tant que assistant et Privat-docent. En 1914, il est nommé professeur à l'Université de Tübingen, où en 1921, il devient professeur ordinaire. Durant la première Guerre Mondiale, il est de 1916 à 1918, membre de l'état-major général à Berlin. De 1919 à 1921, il refuse trois postes académiques puis accepte, en 1922, un poste de professeur à l'Université de Münster, en tant que successeur de Leon Lichtenstein. De 1922 à 1926, il est assistant de Maximilian von Krafft, avec qui il écrit le manuel Elliptischen Funktionen. En 1927 König est nommé ordentlicher professeur et directeur de l'institut à l'Université d'Iéna, où il remplace Paul Koebe. De 1934 à 1943, il représente avec Friedrich Karl Schmidt les mathématiques pures à Iéna. En 1934, l'Académie des sciences de Saxe de Leipzig l'élit comme membre à part entière.
Parce que Schmid et König étaient tous deux opposés au nazisme, ils sont impliqués dans les litiges sur la nomination de nouveaux mathématiciens, politiquement fiables, à l'Université d'Iéna durant l'ère nazie. Après la fin de la seconde Guerre Mondiale, König part à l'Université Louis-et-Maximilien de Munich.
À Munich de 1947 à 1950, il joue un rôle dans l'obtention de postes de professeur à Constantin Carathéodory et Eberhard Hopf. De 1950 à 1955, König est ordentlicher professeur à Munich. En 1953, il est membre à part entière de l'Académie bavaroise des sciences.
Parmi ses étudiants de doctorat figurent Helmut Röhrl (en) et Karl-Heinrich Weise (de), avec qui il écrit en 1951, un livre sur la géodésie et la cartographie Mathematische Grundlagen der höheren und Geodäsie Kartographie.

## Sources
- Walter Streitfeld: Universitätsprofessor Le Dr Robert König. Zum 80. Geburtstag des Mathematikers am 11. April 1965. Dans: Oberösterreichischer Kulturbericht. 1965, Folge 13